# Марко Уриель
Марко Уриель (исп. Marco Uriel Fierro Marcen) (8 июня 1967, Пуэрто-Вальярта, Халиско, Мексика) — известный мексиканский актёр театра и кино.

## Биография
Родился 8 июня 1967 года в Пуэрто-Вальярта. Вначале дебютировал как театральный актёр, затем с 1992 года дебютировал в мексиканском кинематографе. Дебютировал ярко, снявшись в роли Адольфо в телесериале Мария Мерседес, после чего указанный телесериал был продан во многие страны мира и актёр с первого же раза вышел на мировой уровень. Актёр очень много играет в театре и снимается в кино, на его счету в кинематографе 38 работ. В основном играет в ведущих ролях первого и второго планов, за что запоминается зрителям. Параллельно с актёрской карьерой, актёр занят также преподавательской и писательской деятельностью. В 2013 году актёр получил премию Bravo.

## Личная жизнь
Марко Уриель был женат на актрисе Сесилии Габриэле, которая подарила своему супругу дочь Рехину. Однако, прожив 17 лет, в 2010 году супруги развелись. Сесилия Габриэла назвала причину развода — сильно избыточный вес своего супруга. После развода, актёр похудел на 38 килограммов.

## Фильмография

### Телесериалы

#### Свыше 2-х сезонов
- 1985-2007 — Женщина, случаи из реальной жизни (17 сезонов)
- 2008-н. в. — Роза Гваделупе — Игнасио.
- 2011-н. в. — Как говорится — Артуро.

#### Televisa
- 1992 — Мария Мерседес — Адольфо.
- 1995 — Хозяйка — Исмаэль Андраде.
- 1997 — 
  - Любимый враг — Эмилиано.
  - Эсмеральда — Эмилиано Вальверде.
- 1998 — В пылу злости — Аркадио Мендиола.
- 1999 — Ад в Раю — Доктор Эктор Ла Пуэнте.
- 1999-2000 — Мечты юности — Фернандо Инсуайн.
- 2000-01 — 
  - Личико ангела — Фернандо Монтесинос.
  - Цена твоей любви — Игнасио.
- 2001 — Злоумышленница — Сантьяго Ислас.
- 2001-02 — Страсти по Саломее — Роберто.
- 2002-03 — 
  - Да здравствуют дети — Диего.
  - Путь любви — Бернардо Дуэньяс.